# Herning Kommune (1882-1913)
Navnet "Herning Kommune" henviser til flere artikler, se dem her.
Herning Kommune (1882–1913) var en dansk kommune i Ringkøbing Amt.

## Administativ historik
Kommunen blev oprettet ved en deling af Rind-Herning Kommune i denne samt Rind Kommune i 1882. Den bestod frem til Hernings ophøjelse til købstad, hvor en ny kommunal styreform som købstadskommune blev dannet d. 1. april 1913.